# Liste der Mitglieder der American Academy of Arts and Sciences/1874
Im Jahr 1874 wählte die American Academy of Arts and Sciences 21 Personen zu ihren Mitgliedern.

## Neugewählte Mitglieder
- Francesco Brioschi (1824–1897)
- Charles Robert Darwin (1809–1882)
- William Gilson Farlow (1844–1919)
- William Ewart Gladstone (1809–1898)
- George Lincoln Goodale (1839–1923)
- William Alexander Hammond (1828–1900)
- Julius Erasmus Hilgard (1825–1891)
- Ebenezer Rockwood Hoar (1816–1895)
- James Prescott Joule (1818–1889)
- James Clerk Maxwell (1831–1879)
- James McCosh (1811–1894)
- John McCrady (1831–1881)
- William Hallowes Miller (1801–1880)
- Johann Christian Poggendorff (1796–1877)
- George Gabriel Stokes (1819–1903)
- William Petit Trowbridge (1828–1892)
- James Hammond Trumbull (1821–1897)
- Rudolph Virchow (1821–1902)
- Sereno Watson (1826–1892)
- Francis Wharton (1820–1889)
- Charles Hallett Wing (1836–1915)